# Kinorhynchus cataphractus
Kinorhynchus cataphractus är en djurart som tillhör fylumet pansarmaskar, och som först beskrevs av Higgins 1961.  Kinorhynchus cataphractus ingår i släktet Kinorhynchus och familjen Pycnophyidae. Inga underarter finns listade i Catalogue of Life.